# Tôtes
Tôtes és un municipi francès situat al departament del Sena Marítim i a la regió de Normandia. L'any 2007 tenia 1.308 habitants.

## Demografia

### Població
El 2007 la població de fet de Tôtes era de 1.308 persones. Hi havia 480 famílies de les quals 122 eren unipersonals (35 homes vivint sols i 87 dones vivint soles), 126 parelles sense fills, 173 parelles amb fills i 59 famílies monoparentals amb fills.
La població ha evolucionat segons el següent gràfic:
Habitants censats

### Habitatges
El 2007 hi havia 529 habitatges, 499 eren l'habitatge principal de la família, 7 eren segones residències i 23 estaven desocupats. 456 eren cases i 73 eren apartaments. Dels 499 habitatges principals, 212 estaven ocupats pels seus propietaris, 273 estaven llogats i ocupats pels llogaters i 13 estaven cedits a títol gratuït; 4 tenien una cambra, 50 en tenien dues, 67 en tenien tres, 152 en tenien quatre i 225 en tenien cinc o més. 358 habitatges disposaven pel capbaix d'una plaça de pàrquing. A 231 habitatges hi havia un automòbil i a 187 n'hi havia dos o més.

### Piràmide de població
La piràmide de població per edats i sexe el 2009 era:
| Homes | Edats   | Dones |
| ----- | ------- | ----- |
| 0     | 95 o +  | 0     |
| 0     | 90 a 94 | 8     |
| 8     | 85 a 89 | 8     |
| 16    | 80 a 84 | 24    |
| 16    | 75 a 79 | 32    |
| 20    | 70 a 74 | 28    |
| 16    | 65 a 69 | 28    |
| 16    | 60 a 64 | 16    |
| 24    | 55 a 59 | 16    |
| 36    | 50 a 54 | 28    |
| 32    | 45 a 49 | 20    |
| 36    | 40 a 44 | 40    |
| 32    | 35 a 39 | 28    |
| 60    | 30 a 34 | 56    |
| 52    | 25 a 29 | 48    |
| 28    | 20 a 24 | 16    |
| 44    | 15 a 19 | 36    |
| 12    | 10 a 14 | 32    |
| 56    | 5 a 9   | 28    |
| 32    | 0 a 4   | 40    |

## Economia
El 2007 la població en edat de treballar era de 829 persones, 602 eren actives i 227 eren inactives. De les 602 persones actives 538 estaven ocupades (291 homes i 247 dones) i 64 estaven aturades (23 homes i 41 dones). De les 227 persones inactives 60 estaven jubilades, 88 estaven estudiant i 79 estaven classificades com a «altres inactius».

### Ingressos
El 2009 a Tôtes hi havia 497 unitats fiscals que integraven 1.262,5 persones, la mediana anual d'ingressos fiscals per persona era de 15.389 €.

### Activitats econòmiques
Dels 101 establiments que hi havia el 2007, 3 eren d'empreses extractives, 7 d'empreses alimentàries, 1 d'una empresa de fabricació de material elèctric, 1 d'una empresa de fabricació d'elements pel transport, 7 d'empreses de fabricació d'altres productes industrials, 8 d'empreses de construcció, 21 d'empreses de comerç i reparació d'automòbils, 3 d'empreses de transport, 7 d'empreses d'hostatgeria i restauració, 8 d'empreses financeres, 3 d'empreses immobiliàries, 11 d'empreses de serveis, 14 d'entitats de l'administració pública i 7 d'empreses classificades com a «altres activitats de serveis».
Dels 31 establiments de servei als particulars que hi havia el 2009, 1 era una oficina d'administració d'Hisenda pública, 1 gendarmeria, 1 oficina de correu, 3 oficines bancàries, 2 funeràries, 1 taller d'inspecció tècnica de vehicles, 1 autoescola, 2 paletes, 1 guixaire pintor, 1 fusteria, 2 lampisteries, 1 electricista, 3 perruqueries, 4 veterinaris, 4 restaurants, 1 agència immobiliària i 2 tintoreries.
Dels 18 establiments comercials que hi havia el 2009, 1 era un hipermercat, 1 un supermercat, 1 una gran superfície de material de bricolatge, 4 fleques, 4 carnisseries, 1 una llibreria, 1 una botiga de mobles, 2 drogueries, 1 un drogueria i 2 floristeries.
L'any 2000 a Tôtes hi havia 7 explotacions agrícoles que ocupaven un total de 756 hectàrees.

## Equipaments sanitaris i escolars
El 2009 hi havia 1 farmàcia i 1 ambulància.
El 2009 hi havia 1 escola maternal i 1 escola elemental.

## Poblacions més properes
El següent diagrama mostra les poblacions més properes.